# Оренбургский завод по ремонту технологического оборудования
Оренбургский завод по ремонту технического оборудования — производственное предприятие Оренбурга, специализирующееся на изготовлении соединительных деталей трубопроводов, изготовлении металлоконструкций по чертежам заказчика и нормативно-технической документации. Основан в 1981 году Министерством нефтяной промышленности в составе ПО «Оренбурггазпром». По данным предприятия, в его структуру предприятия входят 5 проектов и 6 служб.
Расположен к западу от деревни Мазуровка Оренбургского района Оренбургской области.

## Руководство
Директор — Заборонок Николай Григорьевич 

Советник  директора — Водопьянов Евгений Николаевич